# Mouscron

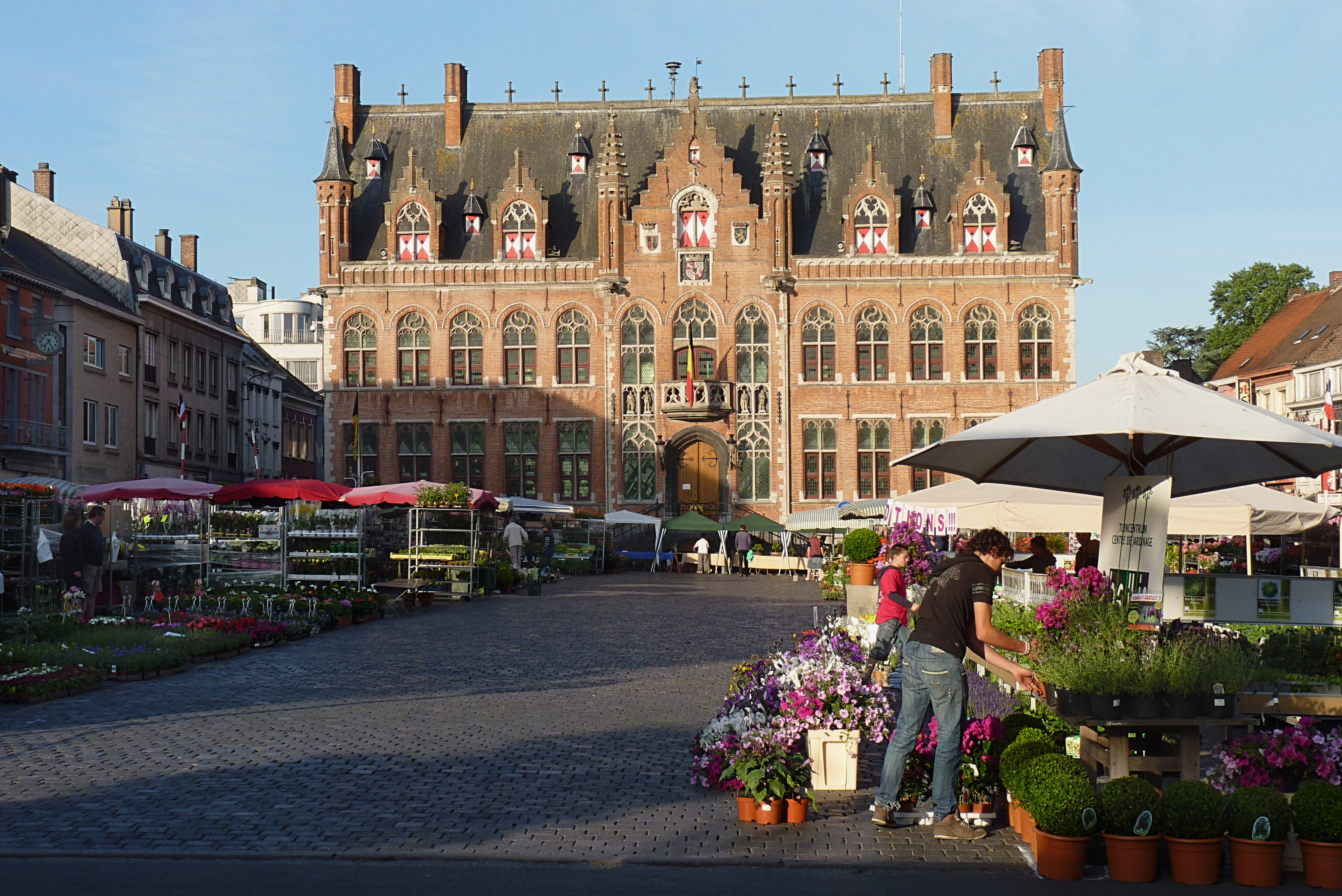
Mouscron: Grand-Place mit dem 1890 eingeweihten Hôtel de ville (Rathaus)

Mouscron [muˈkʁɔ̃] (niederländisch Moeskroen [muˈskrun]) ist eine Stadt im wallonischen Teil Belgiens und liegt dort in der Provinz Hennegau. Mouscron ist eine Fazilitäten-Gemeinde. Die Stadt ist Verwaltungssitz des gleichnamigen Arrondissements, das außer Mouscron noch die hennegauische Exklave Comines-Warneton umfasst.

## Lage
Die Stadt liegt rund 110 Kilometer westlich der Hauptstadt Brüssel, unmittelbar an der französischen Grenze, etwa zehn Kilometer nordwestlich der französischen Großstadt Lille, an deren Metronetz sie in Zukunft angeschlossen werden soll. In diesem Bereich folgt die französisch-belgische Grenze häufig innerörtlichen Straßen und verläuft durch Gärten und dicht besiedeltes Gebiet.

## Geschichte
Die älteste erhaltene Urkunde, in der Mouscron erwähnt wurde, datiert von 1060.
Seit dem 1. September 1963 wurde Mouscron aufgrund der vorherrschenden Sprache Französisch (94 Prozent im Jahr 1846, 74 Prozent im Jahr 1947) zur Provinz Hennegau und somit zu Wallonien geschlagen, nachdem es zuvor ein Teil Westflanderns war.
Die heutige Gemeinde ging 1977 aus dem Zusammenschluss der vier Orte Mouscron, Luingne, Herseaux (Herzeeuw) und Dottignies (Dottenijs) hervor. Mouscron ist Fazilitäten-Gemeinde; das heißt, dass öffentliche und Verwaltungsdienstleistungen auch in der Sprache der flämischen Minderheit angeboten werden.
1986 wurde Mouscron offiziell zur Stadt erhoben.
Der langjährige Bürgermeister Jean-Pierre Detremmerie wurde 2006 von Alfred Gadenne (CDH) abgelöst. Gadenne wurde 71-jährig am Abend des 11. September 2017 mit durchgeschnittener Kehle auf dem Friedhof von Luingne aufgefunden. Ein Verdächtiger wurde am Tatort festgenommen.
Nachfolgerin ist seit dem 2. Oktober 2017 Brigitte Aubert, die damit zugleich die erste Frau in diesem Amt ist.

## Politik

### Stadtrat
- PTB: 8
- PS: 5
- Ecolo: 4
- MR: 6
- LE: 13
- Sonst.: 1

Nach der Wahl kam es zu einer Koalition aus LE, MR und Ecolo. 
 Sie kommen zusammen auf 23 der 37 Sitze.
- PTB: 8
- PS: 43
- Ecolo: 23
- MR: 25
- LE: 83
- PP: 1
- Sonst.: 1

## Wirtschaft
Mouscron war lange Zeit ein Zentrum der flämischen Textilindustrie.

## Verkehr

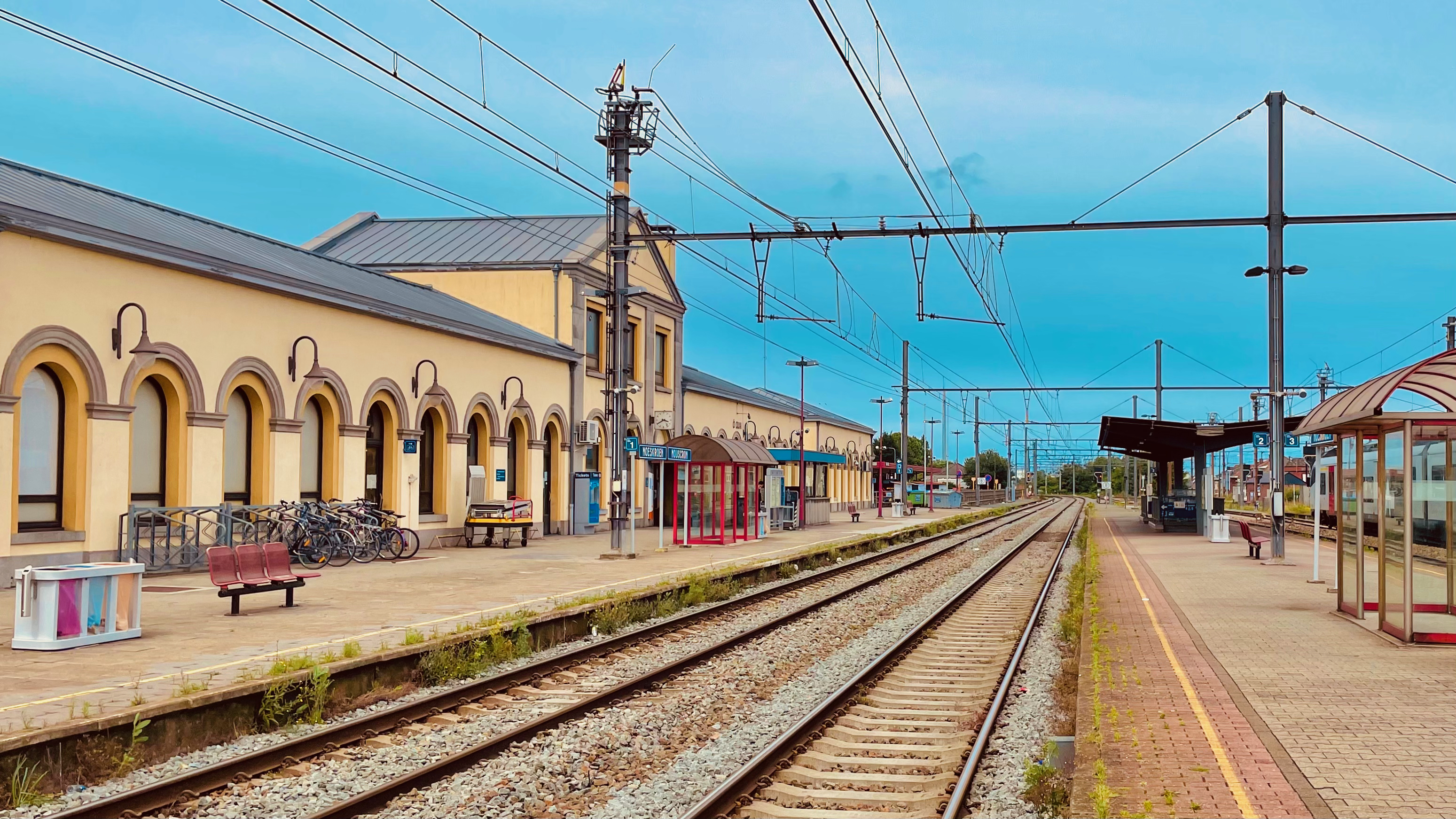
Bahnhof

Mouscron hat einen Bahnhof an der grenzüberschreitenden Bahnstrecke Gent–Fives, der 1843 von der Administration des chemins de fer de l’État belge eröffnet wurde.

## Kirchen

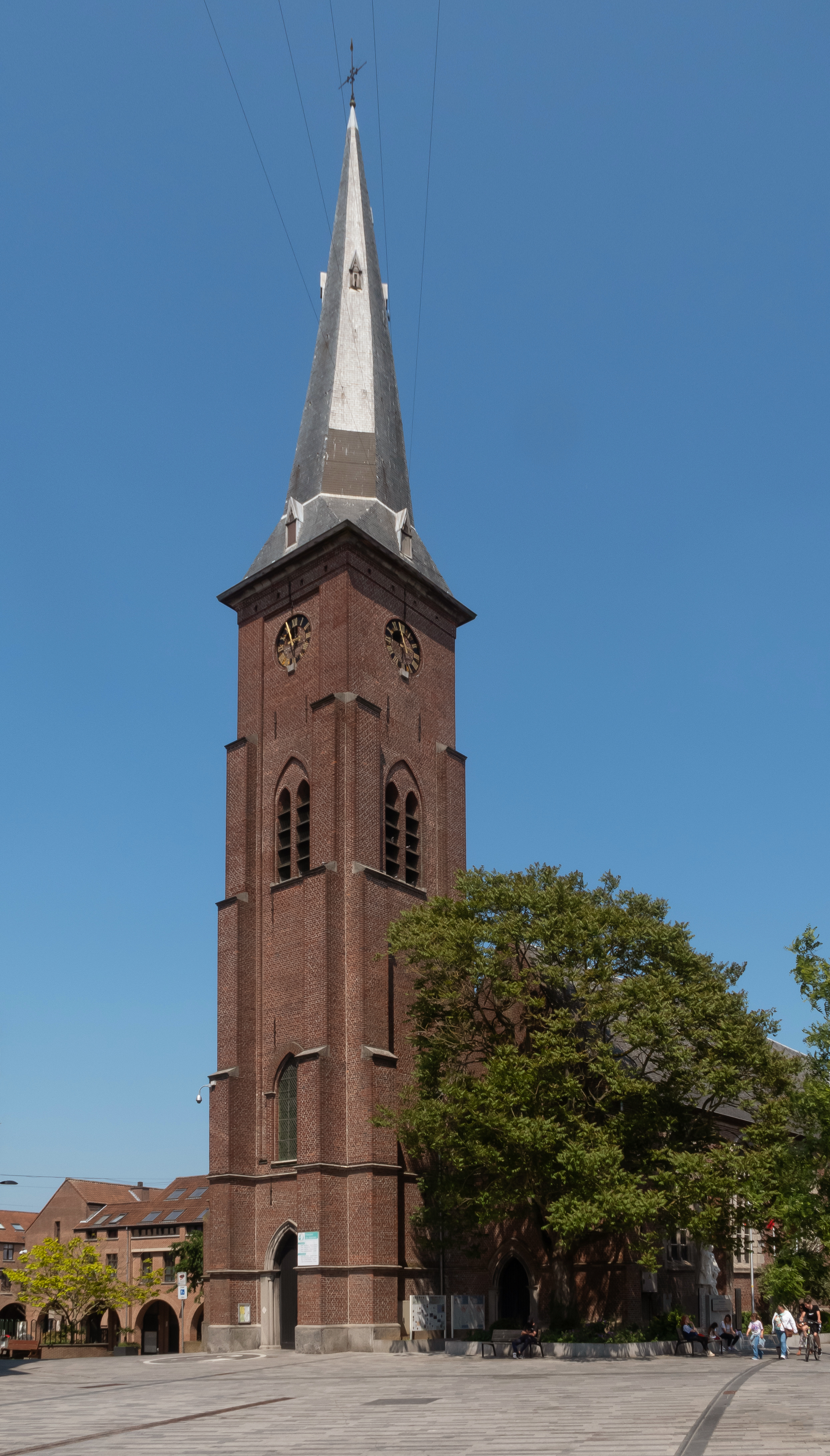
Église Saint-Barthélem
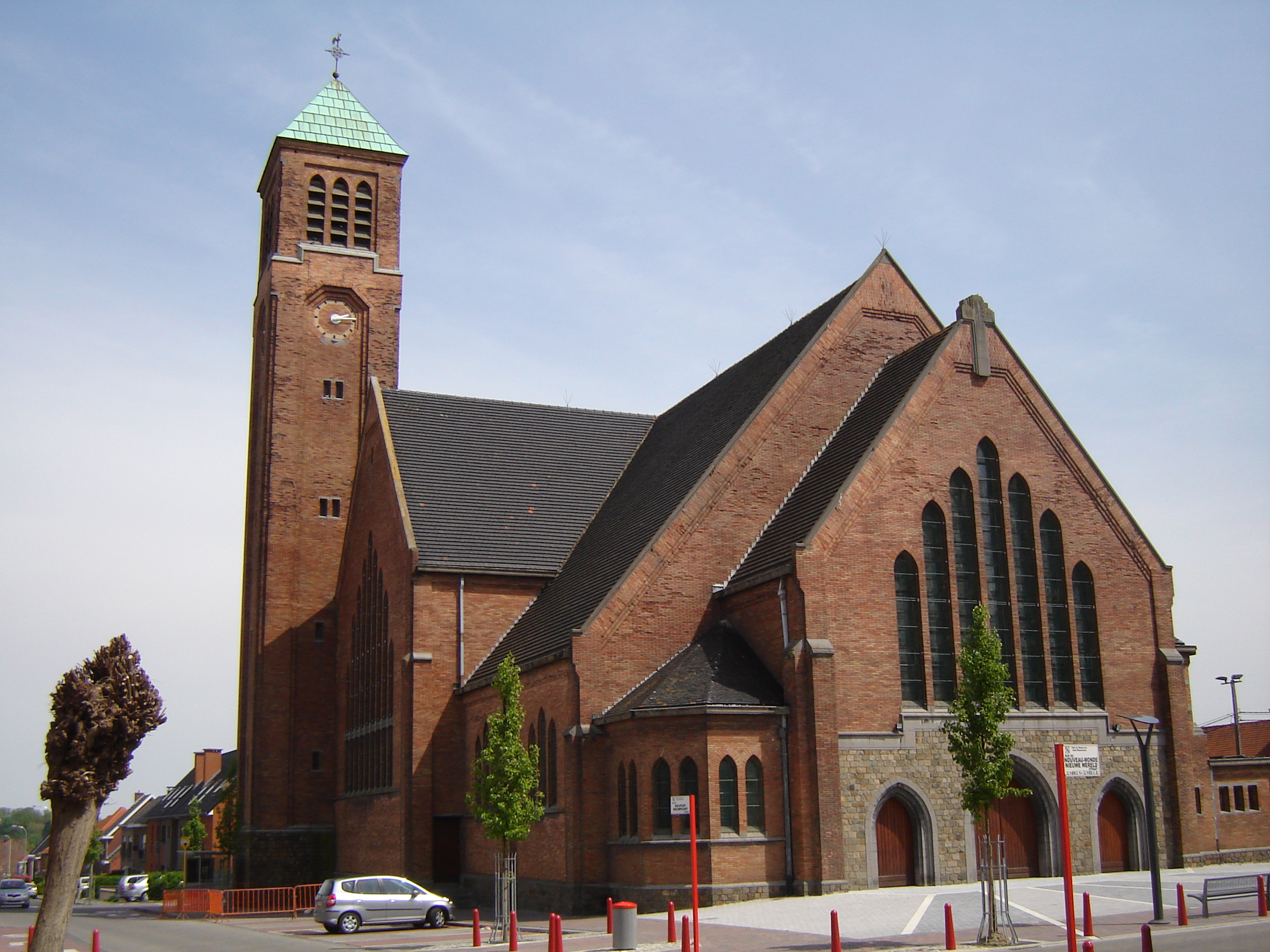
Eglise du Bon Pasteur (Goede Herderkerk) im Quartier Nouveau Monde
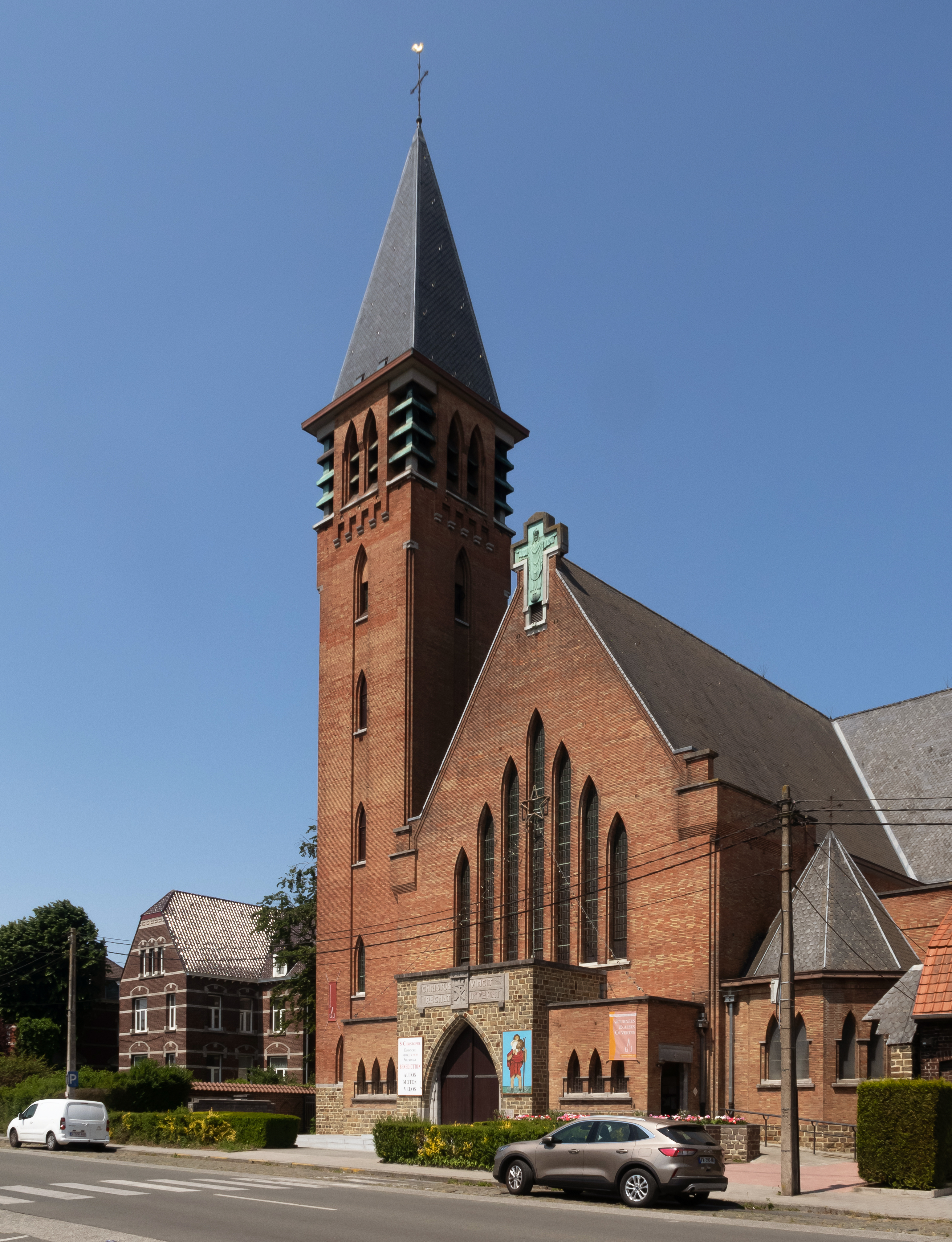
Église du Christ-Roi in Herseaux

## Sport
Der Fußballverein Royal Excel Mouscron spielte in der Ersten Division, der höchsten belgischen Spielklasse. Jährlich findet das internationale Frauenradrennen Grand Prix de Dottignies mit Start und Ziel im Ortsteil Dottignies statt.

## Partnerstädte
Mouscron ist verschwistert mit
- Fécamp, Frankreich
- Rheinfelden, Deutschland
- Barry, Vereinigtes Königreich

## Söhne und Töchter der Stadt
- Philippe Adams (* 1969), ehemaliger Rennfahrer
- Fatima Ahallouch (* 1981), Politikerin
- Rémy Cogghe (1854–1935), Maler
- Raymond Devos (1922–2006), französischer Komiker und Clown
- Fantine Harduin (* 2005), belgische Schauspielerin, u. a. Happy End (2017)
- Yvonne Hubert (1895–1988), Pianistin und Musikpädagogin
- Bernard Van De Kerckhove (1941–2015), belgischer Radrennfahrer
- Louis-Philippe Loncke (* 1977), Entdeckungsreisender und Abenteurer
- Steed Malbranque (* 1980), französischer Fußballspieler
- Lucas Noubi (* 2005), Fußballspieler
- Frank Vandenbroucke (1974–2009), Radrennfahrer
- André Waignein (1942–2015), Komponist, Dirigent und Musiker
- Benoît Zwierzchiewski (* 1976), französischer Langstreckenläufer